# Lecelles
Lecelles är en kommun i departementet Nord i regionen Hauts-de-France i norra Frankrike. Kommunen ligger i kantonen Saint-Amand-les-Eaux-Rive gauche som tillhör arrondissementet Valenciennes. År 2022 hade Lecelles 3 048 invånare.

## Befolkningsutveckling
Antalet invånare i kommunen Lecelles
| Referens: INSEE |